# Lago de Saoseo
O Lago Saoseo é um lago localizado no Val di Campo, um vale no Poschiavo cantão de Grisons, Suíça.